# Artur Marcell Werau
Artur Marcell Werau (auch: Arthur Marcell Birnbaum, * 1887; † 1931) war ein österreichischer Komponist im Bereich der Unterhaltungsmusik. 

## Leben
Werau wirkte vor und nach dem Ersten Weltkrieg in Wien. Er schrieb zahlreiche Couplets und Schlager für das Kabarett sowie drei Operetten, später auch für den Film. Dabei kam es zur Zusammenarbeit mit namhaften Textdichtern wie Fritz Löhner-Beda, Benno Vigny, Arthur Rebner, Wilhelm Sterk, Louis Taufstein, Fritz Grünbaum oder Ida Sinek. Seine Melodien entwickelte er meist aus der volkstümlichen Musik Osteuropas und der jiddischen Musik. Besonders populär wurde sein 1915 geschriebenes Marsch-Couplet Rosa, wir fahrn nach Lodz!. Sein Werkverzeichnis umfasst über 750 Opuszahlen.
Weraus Lieder wurden von bekannten Interpreten der Zeit wie Franz Engel, Armin Berg, Karl (Károly) Ujvári, Jacques Rotter und Claire Waldoff vorgetragen. Orchester wie die von Marek Weber, Fred Bird und Otto Dobrindt brachten seine Lieder auf die Grammophonplatte und machten sie zu Schlagern, die bis nach Amerika und Russland verbreitet wurden.

## Werke

### Operetten
- Leute von heute. Text von Artur Rebner und Fritz Lunzer, Musik von Werau mit Robert Stolz und Edmund Eysler, Wien 1918.[3]
- Die Witwe aus Indien. Text von Ernst Wengraf und J. Horst, UA 1920.[4]
- Der Zug nach dem Westen. Ausstattungsrevue in 22 Bildern. Musik: Fred Mêlé, Fritz Lehner, Austin Egen, Artur M. Werau, Rolf Röder und Willi Kollo. Texte: Bruno Hardt-Warden und Willi Kollo, UA Berlin 7. August 1926.[5]

### Schlager

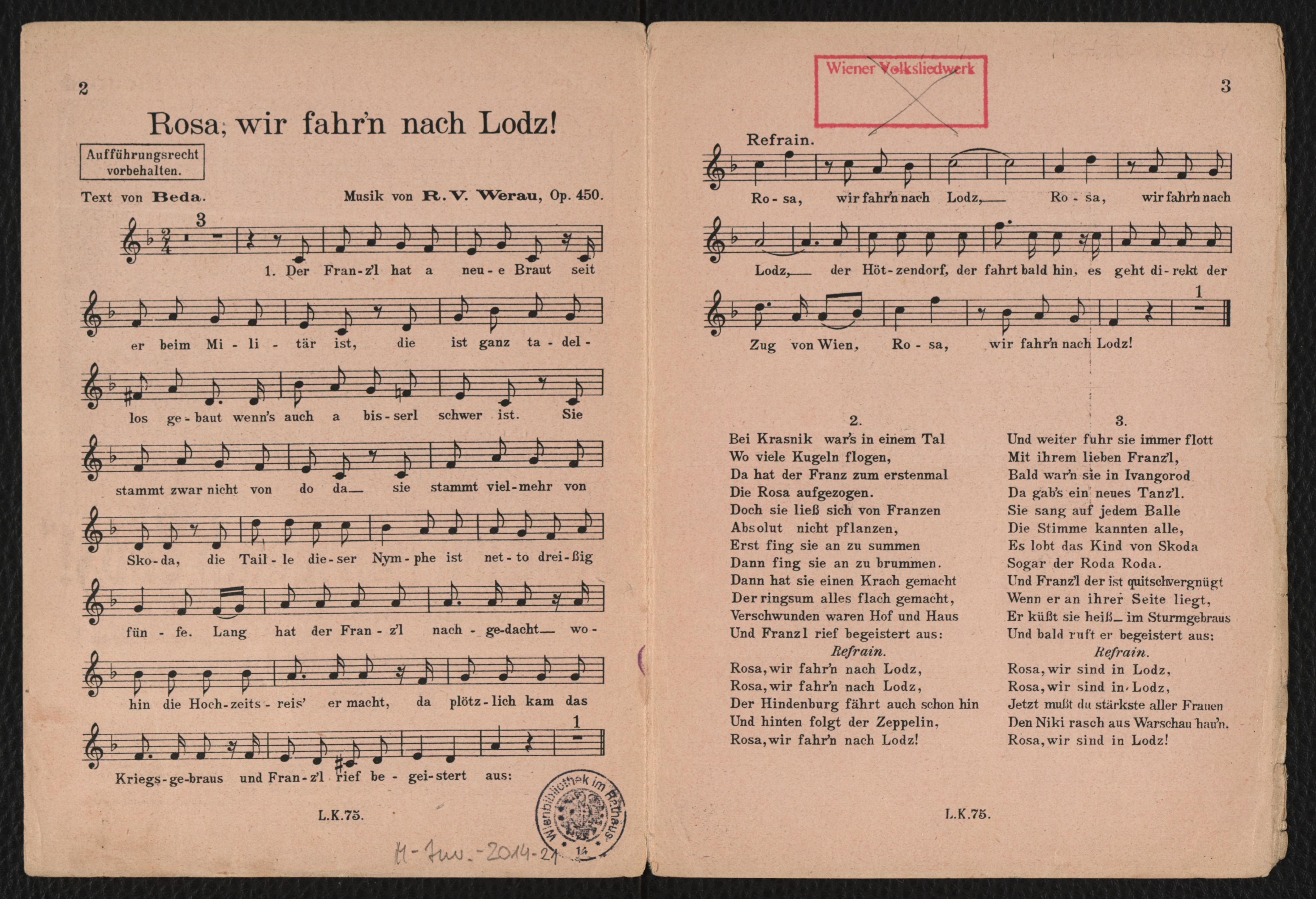
Druck von Noten und Text von Rosa, wir fahr’n nach Lodz, 1915

- Rosa, wir fahr'n nach Lodz! Marsch-Couplet (Hymnus über unsere 30,5-cm-Mörser, genannt Rosa), T: Fritz Löhner-Beda. Krenn, Wien 1915[6]
- Dolly. T.: Karl-Ewert. För röst och piano. Stockholm: Abr. Lundquist, 1916.
- Ihr Frauen, ihr Mäderln. ihr Weiberln von Wien. T.: Otto Hein. Rudolf Pawliska, Wien ca. 1916.
- Wenn ich Dich seh, da muss ich weinen. Shimmy, T.: Fritz Löhner-Beda, Wiener Boheme-Verlag Wien 1923 3 S.[7]
- In Hawaii. The Hawaiian-step, Edition Accord, Berlin-Leipzig-Wien 1923[8]
- Ich geh' mit dir bis ans Ende der Welt! Lied und Tango milonga, Op. 617. T.: Egon Schubert, Edition Bristol, Wien 1923.
- Wenn du glaubst, du kannst mich kränken. Shimmy, op. 626, T.: Kurt Robitschek. G. Steiner, New York, 1924.
- Rikola Shimmy. op. 633, T.: Ada, 1924[9]
- Und der Ochs hat g'lacht. T.: Fritz Löhner-Beda, 1925.
- Oh Pimprinella! 6/8 One-step, 1927.
- Popocatepetl-Surabaya-Trot. T.: Benno Vigny, 1927.[10]
- Du hast mir meine Frau gestohlen, danke sehr! Lied und Foxtrot, T.: Fritz Löhner-Beda und Wilhelm Sterk
- Blonde Maus. Shimmy und Foxtrott, T.: Wilhelm Sterk

### Couplets, Kabarett
- Man soll mit Pollaks nicht verkehren. T.: W. Seliger, Franz Engel (voc), Karl Inwald (p), Columbia DV. 924. WHA 27²[11]
- Von was leben die Leute? T.: Oskar Kanitz[12] nach einer Idee von Artur Kaps; Franz Engel (voc), Karl Inwald (p), Columbia DV. 924. WHA 428²[13]
- Die Arbeit in Wien. T.: O. Kanitz u. F. Engel, Franz Engel (voc), Karl Inwald (p), Columbia DV. 925. WHA 429
- Am Postschalter. T.: Fritz Grünbaum, Franz Engel (voc), Karl Inwald (p), HMV AM 3323 (BL 6829²)
- So dreht sich alles auf der Welt! (T.: Louis Taufstein), Armin Berg (voc), Karl Inwald (p), Odeon A. 186.210 (Ve 1803)
- Sparsam muß man sein! T.: Louis Taufstein, Armin Berg (voc) Karl Inwald (p), Odeon A. 186.190 (Ve 1804)
- Der verhängnisvolle Kragenknopf. T.: Fritz Löhner-Beda, Armin Berg voc., Karl Inwald,(p) Odeon A 186.211 (Ve 1807)[14]
- Da kann man seh'n wie heut' die Frauen sind. T.: Hans Lengsfelder[15] & Leonhard K. Märker[16] Armin Berg; am Flügel: Karl Inwald. Odeon A.186.212 (Ve 2229)
- In Boskowitz und Holleschau. Foxtrot-Parodie, op. 790, T.: Julius Brammer, Karczag, Wien 1929[17]
- Heut’in hundert Jahr’ ist längst alles vorbei. T.: Ida Sinek Roserl Berndt (voc), Karl Inwald (p), HMV AM 3321 / 70-1801 (BL 6796²) aufgen. 12. Dez. 1930
- Sachlichkeit in der Erotik. T.: Ida Sinek, Roserl Berndt (voc), Karl Inwald (p), HMV AM 3321 / 70-1802 (BL 6798-1)
- Sachen, über die man sich freut und zerspringt. T.: Ida Sinek, Roserl Berndt (voc) Am Flügel: Karl Inwald. HMV AM 3322 / 70-1804 (BL 6799-1)
- Verliebt, verlobt, verheiratet. T.: Hans Pflanzer, Roserl Berndt (voc), Karl Inwald (p), HMV AM 3322 / 70-1803 (BL 6797-2) aufgen. 15. Dez. 1930.
- Wie wohl ist mir am Wochenend! T.: Hans Pflanzer
- Die Kuh. T.: H. Hofer[18]

## Film
- Hoch vom Dachstein. Österreich 1928, Regie Robert Wohlmuth, als Darsteller und Komponist der Filmmusik.[19]
- Zwei Welten. Deutschland / Großbritannien 1930, Regie Ewald André Dupont, als Co-Komponist von Filmmusik (unter Verwendung fremder Kompositionen, neben Victor Hollaender, Robert Stolz, Otto Stransky)[20]

Die Musik zu Georg Jacobys Tonfilm Die Blumenfrau von Lindenau (nach der Komödie Sturm im Wasserglas von Bruno Frank) (1930/31) wurde von Stephan Weiss, nicht von Artur M. Werau komponiert.

## Tondokumente
- Das ist das Sonderbare bei der Frau, Couplet (T.: Louis Taufstein) Armin Berg, Humorist. "Gramola" Record AN 412 / 72-633 (mx. CW 2907-II)[22]
- Fiedel das alte Liedel (op. 755. Text von Beda), Jacques Rotter, Tenor in Deutsch, mit Orchester. Electrola E.G. 407 / 942.859 (Bw.661-I)
- Fiedel das alte Liedel, Marek Weber und sein Orchester. Electrola E.G.393 (mx. Bw 623-I)
- In Boskowitz und Holleschau, Foxtrottlied, Wiener Apollo-Jazz, Dirigent Karl Krall: Pathé X 61019 (mx. 38 038) Wien, Mitte 1930[23]
- In Hawaii (The Hawaiian-step), Tanz-Orchester "Metropol". Polyphon 31 127
- Jodler-Revue (Text: Beda) Armin Berg, Humorist. "His Master's Voice" AM 2192 / 29-942.007 (mx. BA 142-1) Wien, 5. Juli 1929[24]
- Oh Pimprinella: 6/8 One-step, Fred Bird, The Salon Symphonie Jazzband. Homocord 4-2213 (Matrizennummer 18 875-1)[25]
- Oh Pimprinella(T: A. Rebsal), Gabriel Formiggini mit seinem Orchester, mit Gesang. Vox 8444 (Matrix number 1632-BB)[26]
- Und der Ochs hat g'lacht, Efim Schachmeister m.s.Künstler-Ensemble. Grammophon 19 479 (mx. 236 bg)
- Und der Ochs hat g'lacht, Ernest Balle, Male vocal solo, with orchestra, Victor (BVE-35439) 4/29/1926
- Und der Ochs hat g'lacht, Adolf Engel, Male vocal solo, with orchestra, Victor 78944 (BVE-36603) 9/29/1926
- Wenn ich dich seh, da muß ich weinen: Shimmy von Artur M. Werau. Orchester mit Refraingesang. Kalliope K 403 (Matrizennummer Zw 3303)[27]
- Wenn ich Dich seh, da muss ich weinen. Adolf Engel, Male vocal solo, with orchestra, Victor 77931 (B-31744) 1/21/1925
- Wenn ich dich seh, da muß ich weinen, Engelbert Milde (voc) Vox 05087-B[28]
- Wenn ich dich seh, da muß ich weinen, Vox-Orchester mit Gesang, Ltg.: C. Woitschach. Vox 1579 (mx. 2169 B), ca. 1924[29]
- Wie wohl ist mir am Wochenend! Foxtrot-Lied, Homocord-Orchester mit Refraingesang: Luigi Bernauer. Homocord 4-2639 (Matrizennummer T.M 20 174)[30]

## Hörbeispiele
Wenn ich dich seh, da muß ich weinen. Shimmy (Artur M. Werau): Orchester Marek Weber. Parlophon P.1569-I (mx. Z 6530) aufgen. 1923
Fiedel das alte Liedel / Artur M. Werau, Text von Beda. Saxophon-Orchester Dobbri mit Refraingesang. Beka B.6055-II (mx. 33 607)
Oh Pimprinella: One-Step / Artur M. Werau. Tanz-Orchester Dajos Béla, Odeon
Du hast mir meine Frau gestohlen, danke sehr! Lied und Foxtrot (Text: Fritz Löhner-Beda) Saxophon-Orchester Dobbri mit Gesang: Max Mensing. Beka 37 085 L (österr.) aufgen. 1927
Wie wohl ist mir am Wochenend ! (Artur M. Werau. Text von Hans Pflanzer) Claire Waldoff mit Instrumentalbegleitung. Electrola E.G.482 / 8-43 043 (Bw 743-IV) aufgen. 1928
Jazz-Variationen nach A.M.Werau’s “Wie wohl ist mir am Wochenend !”: Orchester Barnabás von Géczy. Parlophon B.12012 (mx. 36 460)
"Am Postschalter" Text: Fritz Grünbaum, Musik: A. M. Werau. Vortrag: Franz Engel. Am Flügel: Karl Inwald. HMV AM 3323 (BL 6829²)
In Boskowitz und Holleschau. Couplet. Spieldauer, 3:22. Urheber Werau, Artur M. [Komponist]. Mitwirkende, Rotter, Jacques [Text]; Jacques Rotter mit Klavierbegl., Gramola [Label]. Nummern: AM 2190 (BA 143-III), aufgen. 04.1929.
So dreht sich alles auf der Welt! Couplet (A.M.Werau – Louis Taufstein) Armin Berg; am Flügel: Karl Inwald. Odeon A. 186.210 (Matrix number Ve 1803)
Sparsam muß man sein! Couplet (A.M.Werau – Louis Taufstein) Armin Berg; am Flügel: Karl Inwald. Parlophon B.47 141 (mx. 85 126), auch: Odeon A. 186.190 (Matrix number Ve 1804)
Da kann man seh'n, wie heut' die Frauen sind. Couplet (A.M.Werau – Louis Taufstein): Armin Berg (Gesang), Klavierbegleitung Karl Inwald. Odeon A. 186.212 (Matrix number Ve 1811)

## Wiederveröffentlichungen
CD. mono; 12 cm & Beiheft. Preiser Records, Released 1999: Armin Berg singt: 18 Titel von 1931 bis 1937.
Enth.: So dreht sich alles auf der Welt. Sparsam muß man sein. Der verhängnisvolle Kragenknopf. Da kann man seh'n, wie heut' die Frauen sind / A.M. Werau. Interpr.: Armin Berg, [Gsg]; Am Flügel: Karl Inwald.
CD. mono; 12 cm & Beiheft. Preiser Records, BSIN01639286, Released 1999: Farkas, Karl / Grünbaum, Fritz / Engel, Franz – Altmeister des Humors. Komponist: Ralph Benatzky, A. M. Werau. “Die 3 Altmeister des Humors Fritz Grünbaum, Karl Farkas, Franz Engel in ihren Originalaufnahmen.” Enthält als track 14: Franz Engel: Am Postschalter (03:28)
CD Duophon Records Edition Berliner Musenkinder: Immer ran an´ Speck: Claire Waldoff. Enthält als track 17: Verliebt, verlobt, verheiratet (A. M. Werau/Hans Pflanzer)
CD Populäre jüdische Künstler – Wien: Musik & Entertainment 1903–1936. Trikont Best.Nr. US-291, erschienen 2001. Enthält: Man soll mit Pollaks nicht verkehren / Von was leben die Leute? Franz Engel, am Flügel: Karl Inwald.